# Agricultura en el Imperio ruso
La agricultura en el Imperio Ruso a lo largo de los siglos XIX y XX, Rusia representaba una fuerza mundial importante, aunque estaba tecnológicamente atrasada con respecto a otros países desarrollados.  Rusia Imperial (fundada oficialmente en 1721 y abolida en 1917) se encontraba entre los mayores exportadores de productos agrícolas, especialmente de trigo. La Sociedad Económica Libre de 1765 a 1919 realizó continuos esfuerzos para mejorar las técnicas agrícolas.
El campesino ruso (varón) era llamado coloquialmente un krestyanin (en ruso: крестьянин), la forma femenina de esta palabra es krestyanka (en ruso: крестьянка), plural - krestyane (en ruso: крестьяне). Algunos aplican este significado a la palabra muzhik, moujik (en ruso: мужи́к|p=mʊˈʐɨk) (hombre), y esta palabra fue copiado en las lenguas occidentales a través de las traducciones de la literatura rusa del siglo XIX, que describía la vida rural rusa de aquella época, y en la que realmente la palabra muzhik se refería al habitante rural más común: un campesino, pero ese era sólo un estrecho significado contextual de la palabra. Muzhik es una palabra tradicional llana que significa simplemente "hombre" (humano masculino maduro), y en un lenguaje más civilizado puede significar "hombre llano". La palabra equivalente femenina es baba (en ruso:баба.

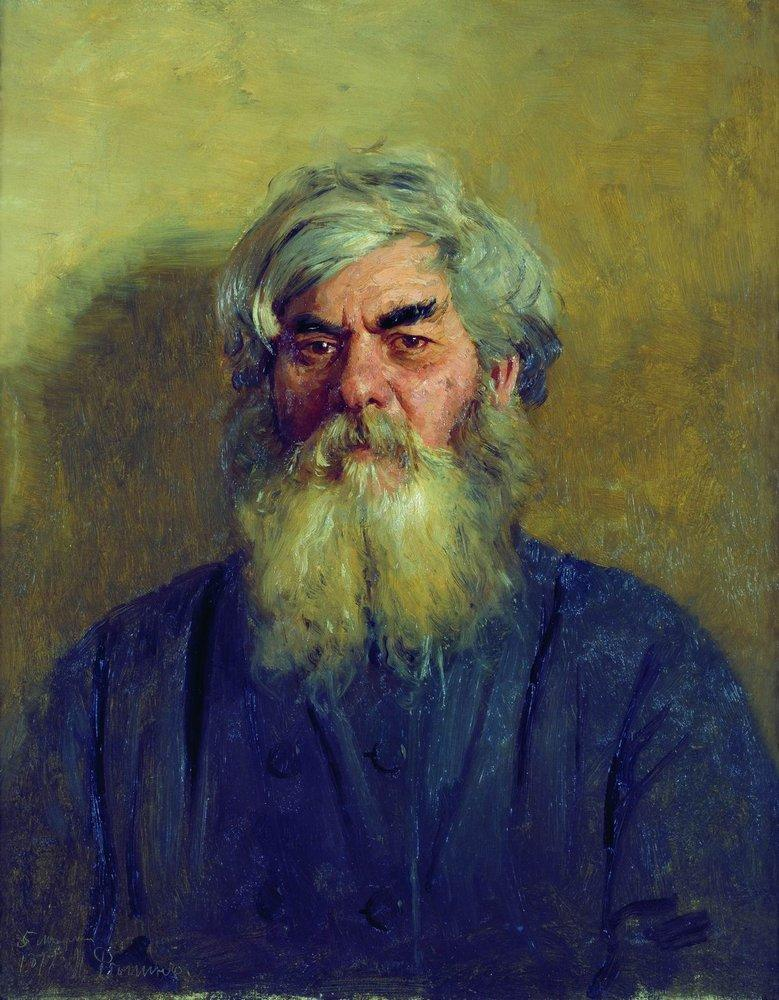
Ilya Repin, " Muzhik con mal de ojo" (1877), retrato de IF Radov, el padrino del artista.

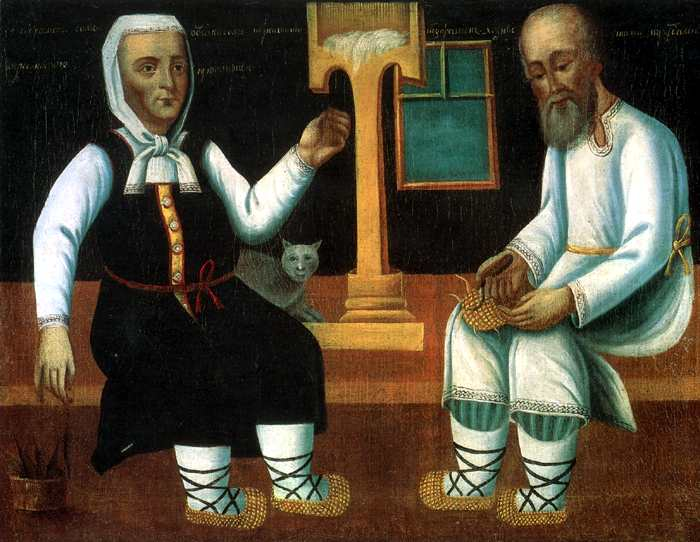
"Un Muzhik arruinando los zapatos de Bast, una anciana que hace girar el hilo", del, óleo sobre lienzo

## Geografía y cultivos
El cinturón de tierra negra (o chernozem) se extendía en una amplia franja hacia el noreste desde la frontera rumana hasta incluir Ucrania, la región agrícola central, el Volga medio, el suroeste de los Urales y el suroeste de Siberia.  Esta extensión, junto con la zona aluvial del Kuban en el Cáucaso Norte, constituía las zonas esteparias fértiles "excedentes de grano" de la producción de cereales.  En las zonas no deficitarias en cereales, con suelos pobres, los campesinos se dedicaron a la industria artesanal (y cada vez más a la industria fabril), así como a la ganadería y al cultivo de hortalizas y productos industriales, para poder subsistir.  Dependían de las "importaciones" de las regiones excedentarias en grano para compensar la carencia de cereales.
El centeno y la avena eran los cereales tradicionales.  Antes de la Reforma emancipadora de 1861 en Rusia, el trigo se cultivaba principalmente en los dominios de los terratenientes de las zonas con excedentes de cereales, y sobre todo para su exportación al extranjero.  Pero durante el siglo XX el trigo sustituyó progresivamente al centeno como principal cultivo de cereales.
En la nomenclatura soviética, los cultivos industriales se denominaban "cultivos técnicos". Los cultivos industriales eran más rentables que los cereales o, en el peor de los casos, proporcionaban a sus cultivadores unos ingresos extra o bienes de consumo (de ahí que se denominaran "cultivos en efectivo").  Su cultivo se extendió de forma constante a finales del siglo XIX y principios del  XX, y cada vez se cultivaban más como parte de una rotación de cultivos mejorada (véase más adelante).  El lino y las patatas se cultivaban en el oeste, el noroeste, la región industrial central y los Urales; la remolacha azucarera en el norte de Ucrania y la región agrícola central; el girasol en el sureste de Rusia y el sur de Ucrania; y el algodón en Asia central y Transcaucasia.  En 1917, la mayoría de las hortalizas y los cultivos industriales eran cultivados por los campesinos.  Para entonces, la remolacha azucarera era el único cultivo que se realizaba principalmente en las grandes fincas (y éste también cayó en gran medida en manos de los campesinos como resultado de la Revolución).  Estos cultivos requieren mucho más trabajo que los cereales (por lo que se denominan "cultivos intensivos").  Antes de la mecanización de la agricultura, las patatas necesitaban 64 días-hombre de trabajo al año por "desyatín" (1 "desyatín" es aproximadamente 1,1 hectárea), el lino o el algodón hasta 110 días-hombre, la remolacha azucarera hasta 180.  Esto comparado con los 30 y 23 días-hombre al año para el grano de invierno y primavera respectivamente.

### Exportaciones
A lo largo del siglo XIX, la cosecha de trigo ruso se convirtió en un importante producto de exportación, y el comercio y el envío estaban principalmente en manos de miembros de la diáspora griega del Mar Báltico, Taganrog y Odesa. Comerciantes y cargadores, como los Panayis Athanase Vagliano y Ralli Brothers, ayudaron a financiar el comercio internacional, y la Baltic Exchange de Londres desarrolló el mercado de la cosecha de trigo ruso, mientras que la cobertura del trigo ruso a través de los  contratos de futuros ayudó a establecer el nuevo  mercado de contratos a término americano, especialmente en tiempos de incertidumbre.
En 1910, el trigo ruso constituía el 36,4% del total de las exportaciones mundiales de trigo. Al mismo tiempo, la eficiencia agrícola era menor en comparación con otros países desarrollados (por ejemplo, el grano en todo el territorio era un 20% menor que en Estados Unidos). El crecimiento observado a principios del siglo XX fue impulsado principalmente por el desarrollo extensivo de la agricultura estimulado por la reforma Stolypin, mientras que la mecanización y la cultura agraria se mantuvieron relativamente bajas. El desarrollo posterior fue detenido por los dramáticos acontecimientos históricos del período: revueltas, Primera Guerra Mundial y la Revolución Rusa.[cita requerida]

## Los campos abiertos
En la mayor parte de la Rusia eslava los campesinos practicaban el  sistema de campo abierto.  Los campos se encontraban más allá de las casas de la aldea y de los huertos.  Aquí los campesinos cultivaban los cultivos extensivos de cereales y, en una medida limitada pero creciente, también los cultivos en hilera e industriales.  Los cultivos se protegían del ganado con vallas temporales.  Después de la cosecha, los campesinos abrían la tierra para que sus animales pastaran en los rastrojos (que también proporcionaban estiércol a la tierra).  (Además de las tierras de cultivo, había algunos pastos permanentes, residuos [tierras no utilizadas] y, en las zonas no esteparias, también bosques).
Cada hogar poseía sus tierras de cultivo en forma de franjas repartidas por los campos.  Las franjas eran redistribuidas periódicamente por el mir (plural miry) para mantener la igualdad entre los hogares.  Las franjas debían tener la longitud que un equipo de caballos y arados podía recorrer sin "detenerse para respirar".  También eran estrechas.  En la región agrícola central, solían tener una longitud de 80 sazhen y una anchura de 3 a 4 sazhen; en la región industrial central, eran comunes las franjas de 70 a 100 pies de longitud y 7 a 14 pies de anchura.  El número de franjas para cada hogar variaba de una región a otra.  En el centro y el norte podía haber hasta 40 o 50.  El gran número de franjas estrechas era consecuencia de un estricto igualitarismo en el reparto de tierras de distinta calidad.  A veces las franjas eran demasiado estrechas para que una grada pudiera recorrerlas. En las grandes comunidades del sur el problema era más bien la distancia de las franjas desde el hogar; en el Bajo Volga podía ser de 15 kilómetros o más.  Para cultivar estas franjas, se empleaba el "acampamiento" temporal.
En las zonas de secano (que incluían la mayor parte del cinturón de tierra negra) las franjas estaban divididas entre sí por bordes de hierba y caminos de acceso.  La cantidad de tierra cultivable ocupada por estos bordes se ha estimado hasta en un 7%. En las zonas húmedas y lluviosas (la tierra no negra) las franjas básicas se formaban como un sistema de crestas y surcos.  Al igual que en la Europa occidental medieval, el arado perenne había producido gradualmente un paisaje "corrugado" de crestas o seliones elevadas con zanjas o surcos entre ellas.  Los surcos servían de drenaje.  Este sistema era necesario antes de la introducción del moderno drenaje bajo el campo.

### Sistema de campo común
Los miry solían practicar el sistema de campo común, en el que todos los campesinos cultivaban al mismo tiempo la misma cosecha en la misma parte del terreno de cultivo del mir.  De este modo, se podía recoger toda la cosecha de una zona determinada al mismo tiempo.  Esto era necesario debido a la costumbre de los campesinos de apacentar el ganado en los rastrojos.  Para preservar la fertilidad del suelo en las tierras de cultivo, los mir solían emplear una rotación de cultivos con barbecho.  La distribución de los distintos cultivos se hacía en forma de "ciclo" de año en año.  El sistema más extendido que se utilizaba era la rotación de tres cursos o trienal.  Un tercio de la tierra se dedicaba a los cereales de invierno (centeno o trigo de invierno), otro tercio a los cereales de primavera (avena o trigo de primavera) y el resto quedaba en barbecho. Ocasionalmente, se cultivaban otros cultivos (por ejemplo, leguminosas, vezas) con el grano y participaban en el mismo ciclo.  La rotación en tres hileras era un sistema ineficiente, ya que un tercio de la tierra siempre estaba en barbecho.  A finales del siglo XIX y principios del XX se empezó a introducir rotaciones mejoradas con barbecho reducido o eliminado (véase "Mejora de la agricultura" más adelante).

### Calendario agrícola
El cultivo común exigía el cumplimiento de un calendario agrícola.  Había un tiempo límite para la cosecha y, por tanto, para el arado y la siembra anteriores.  En Rusia, con su corta temporada de cultivo, los tiempos más tardíos solían ser también los más tempranos, lo que hacía necesario un calendario de tareas anual bastante ajustado. Los campesinos realizaban cada trabajo de campo simultáneamente.  Esto daba lugar a un patrón "de columnas paralelas de hombres, mujeres y adolescentes de los distintos hogares que trabajaban en las estrechas franjas durante la siembra y la cosecha".
El cultivo de cereales se realizaba en dos periodos de actividad.  La primavera, tras el deshielo, se dedicaba a arar y sembrar el campo de primavera.  Pero el periodo de finales de verano y principios de otoño era el más intenso.  En un período de seis semanas, había que cosechar y procesar los cultivos de primavera y arar y sembrar el campo de invierno, todo ello antes de que la llegada del frío inhibiera las operaciones.

## Mejora de la agricultura

### Las rotaciones de cultivos mejoradas
Las rotaciones de cultivos mejorados comenzaron a introducirse lentamente en los cultivos mir a finales del siglo XIX.  Los primeros experimentos se llevaron a cabo principalmente en las tierras no negras, especialmente en las regiones Centro-Industrial, Oeste y Noroeste.  El lino fue el primer cultivo "nuevo" que se introdujo en la rotación.  Pero en el sistema de tres hileras el lino agotó la fertilidad del suelo; los campesinos aprendieron a reponerla plantando trébol.  Los sistemas de varias hileras con siembra de hierbas forrajeras y trébol (travopolye (Травополье), travoseyanie) permitían tener más ganado, que a su vez proporcionaba más estiércol para aumentar la fertilidad del suelo.  Esta "revolución de los cultivos forrajeros" ya había sido fundamental en la revolución agrícola del siglo XVIII en Europa Occidental.
En 1924, las rotaciones de cultivos múltiples cubrían el 7,2% de la superficie sembrada de la Federación Rusa.  Pero estas mejoras se limitaban en gran medida a las regiones centro-industriales, occidentales y noroccidentales.  La provincia de Moscú estaba a la cabeza; allí el sistema de tres campos estaba casi eliminado a finales de 1926.  Sin embargo, hasta mediados de la década de 1920, estos avances se limitaron en gran medida a las regiones centro-industrial, occidental y noroccidental.  En las zonas con excedentes de cereales apenas se habían producido avances.  En 1924, los sistemas de cultivos múltiples sólo cubrían el 3% de los cultivos en la región central de la Tierra Negra, y la situación era aún peor en otras zonas.  Sin embargo, a partir de entonces se produjeron rápidos avances en las zonas con excedentes de grano.  También continuó en las zonas deficitarias de grano.  En 1927, las rotaciones de cultivos múltiples cubrían el 17,3% de la superficie sembrada en toda la Federación Rusa.  Y "en 1928 la hierba había sustituido al barbecho en casi todas partes, con la excepción más importante de la región central de la Tierra Negra".

### Consolidación de la franja ancha
El concomitante natural de la mejora de la rotación de cultivos fue la concentración parcelaria.  En las explotaciones totalmente consolidadas ('khutoryotruby) los sistemas de varias hileras habían sustituido en gran medida a los de tres hileras.  Pero, después de la Revolución, estas explotaciones se han disuelto en gran medida fuera de sus zonas establecidas.  El nuevo régimen favoreció en general la concentración parcial en franjas ampliadas, menos individualistas, y ésta fue la forma que adoptó la concentración.  Las rotaciones de varios cursos solían establecerse en las tierras consolidadas, y ambas solían inaugurarse simultáneamente.  En tales circunstancias, era necesaria una cierta consolidación de franjas para evitar la multiplicación de las mismas (si un mir pasaba de una rotación de tres a seis cursos, por ejemplo, el número de franjas por hogar se habría duplicado).  La consolidación de las franjas amplias también resolvía los problemas de las franjas demasiado estrechas y, en las comunidades grandes, de la cantidad de desplazamientos de una franja a otra.  En la región avanzada de la provincia de Moscú, el 32,1% de los hogares campesinos tenían una tenencia mejorada de campo abierto (es decir, de franja ampliada) en 1917.  En 1925, casi el 7,5% de los miry de la URSS tenían franjas amplias.  En los últimos años de la década de 1920 se produjeron nuevos avances.  A la cabeza estaba el Cáucaso Norte, donde el 19,4% de la superficie agrícola se había convertido en franjas anchas a finales de 1927, y el 21,9% en 1928.

### Horticultura
A finales del siglo XIX, el crecimiento de las ciudades en el centro de Rusia fomentó el desarrollo de la horticultura y la agricultura en camión en esta región.  En vísperas de la Revolución de 1917, la economía de la huerta se desarrolló rápidamente.